# Война в горах Радфан
Война в горах Радфан Южного Йемена — боевые действия в горах Радфан, на территории эмирата Дала (Дали), входящего в Федерацию Южной Аравии, между йеменскими повстанцами и контингентом британских войск. Вооружённые столкновения начались 14 октября 1963 года, первый бой, и закончились в июле 1967 года выводом британских войск с территории гор Радфан.

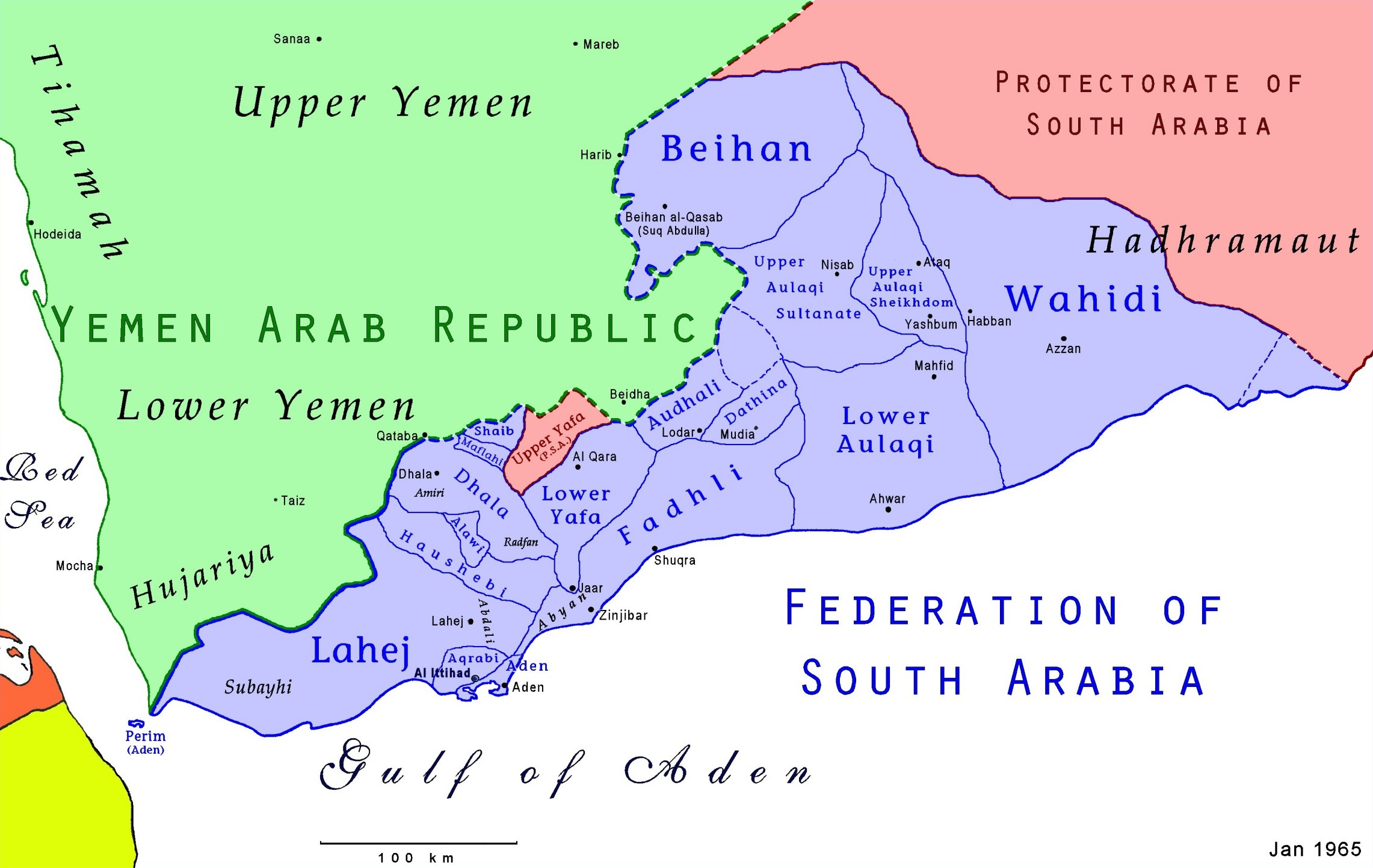
Карта Федерации Южной Аравии (1963—1967). Тогда горный район Радфан ещё относился к эмирату Дала, а после 30 ноября 1967 года, с появлением НДРЙ, карту перекроили и горы Радфан оказались в мухафазе Лахдж.

## Предыстория
Под влиянием проводимой Гамалем Абдель Насером политики, направленной против колониального владычества британцев на востоке, в Адене зарождается антибританское движение. В то время оно мало себя проявляло. Вслед за созданием Объединённой Арабской Республики, Насер предложил Йемену вступить в союз арабских государств, что поставило бы под угрозу владычества там британцев.
Джебель Радфан — горная страна площадью более тысячи квадратных километров, лежащая восточнее дороги, ведшей из Адена на север, в городок Дхала (арабское название — Ад-Дали) на йеменской границе. Высочайшая точка — Джебель Хуррия (1867 метров). Высокие вершины, зубчатые скалы, глубокие ущелья-вади, в которых испокон веков люди жили на грани жизни и смерти, в обстановке непрекращающейся веками кровавой мести. Всего в Джебель Радфане обитало около 30 тысяч человек, которые могли выставить до 7 тысяч хорошо подготовленных бойцов.

## Ход событий

### Развитие событий
Первое боевое столкновение произошло 14 октября 1963 года в горах Радфан (на территории эмирата Дала) между отрядом англичан и отрядом, который недавно вернулся из Йеменской Арабской Республики (ЙАР), где воевал за Республику и, несмотря на поражение, отказался сдать северянам оружие. Командующий отрядом, шейх Рагиб Галиб Лабуза, был убит в бою, но НФ направил в горы Рафдан своего человека, который и взял на себя ответственность командира повстанческих сил. Также отряд получал помощь с территории ЙАР. Этот день, 14 октября 1963 года, считается началом освободительной войны Йемена.
Военные действия в горах Радфан, повлекли за собой начало кризиса контролируемого англичанами Штата Аден, который начался 10 декабря 1963 года с террористической атаки в аденском аэропорту Хормаксар (англ. Khormaksar).
19 декабря 1963 года верховный комиссар Британии в Федерации Южной Аравии (ФЮА) Кеннеди Треваскис потребовал от бригадира Ланта проведение «демонстрации силы» в Радфане. По мысли верховного комиссара, военная операция против повстанцев должна была показать возможности нового государства как обитателям Южной Аравии, так и египтянам в Йемене.
Вскоре англичане осознали, что столкнулись с хорошо организованной боевой силой, целью которой было не оборона определённых территорий, а уничтожение как можно большего числа единиц боевой силы противника. Британская кампания в горах Радфана продолжалась 6 месяцев вместо запланированных 3 недель, а вместо 1000 заранее запланированных солдат, туда было стянуто более 2000 военных. Англичане недооценили НФ, они и не предполагали, что простое партизанское движение в горах Радфана выльется в хорошо спланированное военное сопротивление. Так местные партизанские атаки превратились в национальную войну за освобождение.

### Операция «Щелкунчик» (4 января — февраль 1964)
Операция, получившая имя «Nutcracker» («Щелкунчик»), стартовала 4 января 1964 года. С высадки вертолётами части 2-го батальона ФРА на гребень на высоте 1200 метров, господствующий над узким проходом Рабва, ведущим из Вади Рабва в Вади Таюм.
С первой партией высадился и бригадир Лант. Когда же второй «Бельведер» начал снижаться, его пилот услышал лёгкий треск. Напротив места 2-го пилота образовались отверстия в стекле, и несколько пуль ударило о кожух двигателя и топливный бак. Офицер связи ВВС, получив сообщение об обстреле и не разобравшись в ситуации (он решил, что высадка закончена), приказал вертолётчикам незамедлительно возвращаться.
И бригадир Лант в сильнейшем недоумении наблюдал, как вертолёты дружно направились к расположенному в 12 с лишним километрах Тюмьеру, так и не высадив большую часть десанта. Взбешённый Лант связался по радио напрямую с Хормаксаром и через час с небольшим вертолётчики вернулись. До конца дня «Уэссексы» ещё и перевезли все три орудия на гребень, откуда они могли вести прицельный огонь по лежащим ниже поселениям.
На следующий день большая группа повстанцев попыталась выбить федералов с гребня, но была отбита, понеся большие потери. После этого повстанцы не предпринимали лобовых атак. Они предпочитали держаться на расстоянии 800 метров и более, ведя огонь издали.
К середине февраля ситуация успокоилась, большая часть повстанцев ушла горными тропами из Радфана в Йемен. И главные силы ФРА отступили в Тюмьер, оставив для патрулирования в Вади Таюм один батальон и батарею Джульет. Повстанцы немедленно начали возвращаться, обстрелы патрулей и постов учащались, для воздушной поддержки всё чаще приходилось вызывать «Хантеры».
В конце февраля последний батальон ФРА и артиллеристы вернулись в Тюмьер, оставив Радфан. Бригадир Лант, откровенно называя операцию пустой тратой денег, не видел причин и далее оставлять подчинённые ему части в Радфане. Шансы на завоевание «умов и сердец» были ничтожны, и сил ФРА явно не хватало для эффективного контроля региона.
ФРА за время операции потеряла 5 военнослужащих убитыми и 12 ранеными, уничтожив более 50 повстанцев. Артиллеристы выпустили 3 тысячи снарядов. Операция задумывалась как демонстрация силы Федерации и в этом качестве «Щелкунчик» был успешен — сила Федерации была продемонстрирована.
Пит Шоли, принимавший участие в этих событиях в рядах SAS, написал в своей книге «Герои SAS»:

Одним из самых сложных оперативных театров были горы Радфан у Адена. Днём температура воздуха в тени доходила до 49 градусов по Цельсию, а ночью наступали заморозки. Каждый из нас нёс по две ёмкости с водой по 4,5 литра и дополнительно ещё четыре бутылки с водой. А также пайки примерно на десять дней и весь оперативный комплект оружия и боеприпасов. С такой поклажей было нелегко.
— 

### Операция «Кокарда»
В апреле 1964 года новая экспедиция из 3000 военнослужащих и танков выполняя Операцию «Кокарда» (англ. «Cap Badge») вновь заняли Радфан примерно в течение шести недель. Бои продолжались после этой даты и наземные силы вновь были в значительной степени зависимы от Королевских военно-воздушных сил Великобритании (RAF) для оказания огневой поддержки с воздуха и транспортировки. По словам министра британского кабинета Дункана Сэндис (англ. Duncan Sandys) RAF не только сбрасывали зажигательные бомбы на деревни (был обычай разбрасывания листовок до начала бомбёжки для предупреждения жителей деревни о нападении и чтобы дать им время для эвакуации), но опрыскивали посевы ядом «в надежде устрашить повстанцев для подчинения».
По просьбе федерального правительства Британская военная помощь в районе Радфан была утверждена, и наземные и воздушные операции, которые начались в последний день апреля 1964 года, были встречены ожесточённым сопротивлением, которое продолжалась в течение мая. Авиация Тактической Эскадрильи (англ. Tactical Wing) ежедневно были вовлечены в воздушные наступательных действий в поддержку наземных войск. Политические цели были тройные и разработаны для:
- Предотвратить восстание племён против распространения.
- Восстановить авторитет федерального правительства.
- Прекращения нападения на дороге Dhala.[6]

Завершающим аккордом Радфанской кампании стал захват вершины Джебель Видина на восточном краю Радфана. В ночь на 27 июня она была захвачена ротой Альфа 1-го батальона Восточно-Английского полка под командованием капитана Эббота — впервые ночным вертолётным десантом.
К августу умиротворение Радфана было завершено, повстанцы разгромлены, частью уничтожены (более 100 убитых боевиков), частью ушли в Йемен. Британцы потеряли 13 убитыми и 116 ранеными, погибло также 15 военнослужащих ФРА. В октябре штаб 39-й бригады вернулся в Британию. Авиация совершила 600 самолёто-вылетов, расстреляв 2500 НАРов и 200 тысяч патронов, артиллеристы выпустили 20 тысяч снарядов.

### Возобновление войны в горах Радфан
Умиротворение оказалось недолгим и уже в конце 1964-го британцы столкнулись с новой активизацией боевиков в Радфане. На постах в Вади Таюме, Данабе и Вади Рабва пришлось постоянно держать 1 роту пехотного батальона и роту 45-го коммандо морпехов.
Патрули, засады, снайперские и миномётные обстрелы, минирование троп стали рутиной жизни британцев в Радфане. Как и регулярные потери. Вплоть до полного вывода войск из Радфана в июле 1967 года.
В 1964 году НФ-ом было совершено около 280 партизанских нападений, и более 500 в 1965 году. В этом же году повстанцы захватили английский склад с оружием и продовольствием.
В 1965 году англичане временно отстранили правительство Федерации Южной Аравии и ввёл прямое колониальное правление.
Но в Южном Йемене партизанская война продолжалась и нападения на британских солдат не прекращались. В 1967 году НФ перекрыло поставку продовольствия к базам англичан в горах Радфана, нападая на колоны с провиантом.
Закрытие Суэцкого канала в июне 1967 года лишило англичан последнего шанса сохранить колонию.
В июне 1967 года чрезвычайное положение в Йемене усугубилось на фоне обострения обстановки, так как после Шестидневной войны в июне 1967 года Гамаль Абдель Насер заявил, что британцы помогли Израилю в войне, и это привело к бунту сотни солдат в арабской армии Южной Федерации 20 июня, который также распространился в Аденском вооружённой полиции.
Летом 1967 года повстанцы перешли в наступление и установили свой контроль над всем Южным Йеменом.
В июле 1967 года британский войска были выведены с территории гор Радфан. Этим и закончилась война в горах Радфан.
Неоднократные партизанские атаки НФО вскоре были возобновлены против британских войск, в результате чего британцы были вынуждены в условиях неконтролируемого насилия против них начать 25 августа 1967 года вывод своих войск из Йемена через Аден.